# Искушение святого простолюдина
«Искушение святого простолюдина» — второй студийный альбом проекта «Лёд 9», участников группы «25/17», вышедший в сентябре 2013 года. Альбом записан исключительно электронными инструментами, в качестве сэмплов послужил дэт-метал конца 80-х — начала 90-х годов.

## Анализ
Захар Прилепин («Новая газета») так поясняет образ святого простолюдина — это «носитель человеческого облика, представитель скудного разумом племени, изгнавшего Бога из своей жизни», он руководствуется обиходной всенародной философией, как то «бери от жизни всё», «не парься», «потребляй», в тот время как «индустрия угадывает всякий его смутный и скотский позыв». Андрей Никитин («TimeOut Москва») проводит аналогию лирического героя с «хрестоматийным жителем Техаса, который стои́т за традиционные ценности, голосует за Буша, а дома держит дробовик, чтобы стрелять по мексиканцам». Алексей Колобродов («Свободная пресса») добавляет, что «настроение героя, впрочем, меняется нервическими вспышками — от мегаломании до самоубийственной щедрости раздачи себя на органы».
По мнению Колобродова, «искушение святого простолюдина» следует понимать как «истерическую реакцию загнанного городского зверька, простого человека на распахнутое нутро материального мира — с его страстями, пороками, бытовым и культурным мусором». Прилепин пишет: «место действия альбома — ад» и «даже постигший святого простолюдина ад — не пределен». Поместив лирического героя в ад, Бледный, по словам Андрея Краснощёкова («Ридус»), «констатирует и ставит диагнозы, говорит о десятках проблем, среди которых и алкоголизм, и содомия, и иммиграция», причём всегда иносказательно, с метафорическими оборотами.
Андрей Смирнов («Завтра») считает, что тексты Бледного «по-своему созвучны переживаниям и размышлениям отечественных мыслителей, литераторов, конспирологов». Его материалы «обёрнуты в простую музыку и прямую поэзию», не универсальную, ориентированную, не в последнюю очередь, на интеллектуалов (согласно определениям Краснощёкова и Колобродова). Прилепин, в свою очередь, отмечает, что «рафинированные ценители» будут избегать такого товара.

## Критика
Редакция сайта RAP.RU. ограничилась строчкой «самый лютый, жуткий и беспросветный альбом, что когда-либо записывал Бледный». Журналист издания TimeOut Москва Андрей Никитин признался, что «эффект от этих лютых, исступленных песен почти шоковый». Корреспондент газеты Завтра Андрей Смирнов написал: «грозная качественная музыка „Искушения…“ пробирает, добивается своих целей». Автор ресурса Ридус Андрей Краснощёков выразил мнение, что «Искушение святого простолюдина» «не готов к потреблению широкими массами», он и не претендует на статус «русского социального рэпа», он — вообще не рэп. Писатель Захар Прилепин высказался об «Искушении святого простолюдина» на страницах Новой газеты: «альбом цельный, работает как отбойный молоток, голова крушится, но некоторым стоит потерпеть <…> такой диск должен бы стать своеобразным откровением для нашей просвещённой публики и прочих рассерженных горожан».

## Список композиций
| №                   | Название               | Длительность |
| ------------------- | ---------------------- | ------------ |
| 1.                  | «Молекула»             | 2:46         |
| 2.                  | «Тотальный лёд девять» | 2:54         |
| 3.                  | «999»                  | 2:41         |
| 4.                  | «Пожар»                | 2:58         |
| 5.                  | «Печь»                 | 3:08         |
| 6.                  | «Русская идея»         | 4:42         |
| 7.                  | «Бытовой сатанизм»     | 3:49         |
| 8.                  | «Спарта»               | 2:29         |
| 9.                  | «Пыль»                 | 4:13         |
| 10.                 | «Хлеб»                 | 3:38         |
| Общая длительность: | Общая длительность:    | 33:18        |